# Let's Encrypt
Let's Encrypt es una autoridad de certificación que se puso en marcha el 12 de abril de 2016 y que proporciona certificados X.509 gratuitos para el cifrado de Seguridad de nivel de transporte (TLS) a través de un proceso automatizado diseñado para eliminar el complejo proceso actual de creación manual, la validación, firma, instalación y renovación de los certificados de sitios web seguros.

## Visión general
El proyecto tiene como objetivo hacer conexiones cifradas a servidores World Wide Web ubicua. Al eliminar el pago, la configuración del servidor web, gestión de correo electrónico de validación y las tareas de renovación del certificado, Let's Encrypt permite reducir significativamente la complejidad de la configuración y el mantenimiento de cifrado TLS. En un servidor web Linux, la ejecución de dos comandos es suficiente para configurar el cifrado HTTPS y adquirir e instalar certificados en el plazo de 20 a 30 segundos.
Para ello fue incluido un paquete de software en los repositorios de software oficiales de Debian. Las iniciativas actuales de los principales desarrolladores de navegadores como Mozilla y Google para despreciar HTTP sin cifrar están contando con la disponibilidad de Let's Encrypt. Se reconoce que el proyecto tiene el potencial de lograr conexiones cifradas predeterminadamente para toda la Web.
Sólo se emiten certificados de dominio validado, no se ofrecerán la validación de organizaciones certificados de validación extendida.
Pretende ser lo más transparente posible, tanto para proteger su propia integridad como para evitar ataques e intentos de manipulación. Así, se publican regularmente informes de transparencia, se registran todas las transacciones ACME (por ejemplo, mediante el uso de un Certificado de Transparencia), y se usan estándares abiertos y software libre tanto como sea posible.
El soporte de certificados comodín está planeado para la actualización de enero de 2018 

## Patrocinadores
Let's Encrypt está siendo desarrollado por el Internet Security Research Group. Entre sus patrocinadores están la Electronic Frontier Foundation (EFF), la   Fundación Mozilla, OVH, Akamai, y Cisco Systems. Otros colaboradores incluyen la Autoridad de Certificados IdenTrust, la Universidad de Míchigan (U-M),  la Stanford Law School, la Fundación Linux y Stephen Kent de IBM y Alex Polvi de CoreOS.